# Euclea asperrima
Euclea asperrima är en tvåhjärtbladig växtart som beskrevs av Friedr.-holzh. Euclea asperrima ingår i släktet Euclea och familjen Ebenaceae. Inga underarter finns listade i Catalogue of Life.